# Halominniza aegyptiacum litorale
Halominniza aegyptiacum litorale es una subespecie de arácnido del orden Pseudoscorpionida de la familia Olpiidae.

## Distribución geográfica
Se encuentra en Israel y Jordania.